# Nine Miles
Nine Miles (auch: Nine Mile) ist ein kleiner Ort im Landesinneren der Insel Jamaika. Er liegt rund 20 Kilometer von der Nordküste entfernt im Parish Saint Ann. Bob Marley wurde hier geboren. Attraktion des Ortes ist das Bob Marley Mausoleum, mit dem Geburtshaus und dem Grab von Bob Marley.